# Timothy Dolan
Timothy Michael Dolan (ur. 6 lutego 1950 w Saint Louis) – amerykański duchowny rzymskokatolicki, arcybiskup Milwaukee w latach 2002–2009, od 2009 arcybiskup Nowego Jorku, przewodniczący Konferencji Episkopatu USA, kardynał.

## Życiorys
Jest najstarszym z pięciorga dzieci Roberta i Shirley. Od najmłodszych lat pragnął zostać księdzem. W 1964 wstąpił do seminarium przygotowawczego w Shrewsbury. W wyniku dalszej nauki uzyskał tytuł magistra filozofii. Kardynał John Carberry skierował go na dalsze studia do Kolegium Amerykańskiego w Rzymie gdzie uzyskał licencjat Świętej Teologii. 19 czerwca 1976 roku został wyświęcony na kapłana przez Edwarda O’Meara, pomocniczego biskupa St. Louis, późniejszego metropolitę Indianapolis. Po paru latach rozpoczął studia doktoranckie na Katolickim Uniwersytecie Ameryki. Zajmował się historią Kościoła w Ameryce. W późniejszych latach był m.in. sekretarzem nuncjatury w Waszyngtonie i wykładowcą w seminarium w St. Louis. W 1994 został rektorem Papieskiego Kolegium Północnoamerykańskiego w Rzymie. Urząd ten pełnił do 2001 roku.
19 czerwca 2001 otrzymał nominację na biskupa pomocniczego St. Louis ze stolicą tytularną Natchesium. Sakry w dniu 15 sierpnia udzielił mu późniejszy kardynał Justin Francis Rigali. Rok później 25 czerwca 2002 został arcybiskupem Milwaukee po rezygnacji poprzednika (abp Remberta Weaklanda) w atmosferze skandalu obyczajowego.
23 lutego 2009 papież Benedykt XVI mianował go nowym arcybiskupem Nowego Jorku po przejściu na emeryturę kardynała Edwarda Egana. Ingres odbył się 15 kwietnia 2009 roku. 17 listopada 2010 roku podczas jesiennej sesji episkopatu USA w Baltimore został wybrany przewodniczącym Konferencji Biskupów Katolickich Stanów Zjednoczonych na trzyletnią kadencję.
6 stycznia 2012 ogłoszona została jego kreacja kardynalska, której papież Benedykt XVI dokonał oficjalnie na konsystorzu w dniu 18 lutego 2012 i nadając mu tytuł prezbitera Nostra Signora di Guadalupe a Monte Mario.
Brał udział w konklawe 2013, które wybrało papieża Franciszka, oraz w konklawe 2025, które wybrało Leona XIV.
W 2012 odznaczony Krzyżem Oficerskim Orderu Zasługi Rzeczypospolitej Polskiej.